# Светско првенство у атлетици на отвореном 2007 — 5.000 метара за жене
Такмичење у дисциплини трчања на 5.000 метара за жене на 11. Светском првенству у атлетици 2007. у Осаки одржано је 29. августa и 1. септембра на стадиону Нагаји.
Титулу освојену у Хелсинкију 2005. требало је да брани Тирунеш Дибаба из Етиопије која је била пријављена али није стартовала.

## Земље учеснице
У такмичењу је учествовало 28 такмичарки из 19 земаља.
| 1. Белорусија (1) 2. Бурунди (1) 3. Еритреја (1) 4. Етиопија (4) 5. Ирска (1) 6. Италија (1) | 1. Јапан (2) 2. Кенија (3) 3. Костарика (1) 4. Малави (1) 5. Мароко (1) 6. Мексико (1) | 1. Португалија (1) 2. Руанда (1) 3. Русија (2) 4. САД (3) 5. Танзанија (1) 6. Турска (1) 7. Уједињено Краљевство (1) |

## Освајачи медаља
| Освајачи медаља |                 |                         |  |  |  |  |
|                 |                 |                         |  |  |  |  |
|                 |                 |                         |  |  |  |  |
|                 |                 |                         |  |  |  |  |
| Месерет Дефар   | Вивијан Черијот | Приска Џеплетинг Чероно |  |  |  |  |
| Етиопија        | Кенија          | Кенија                  |  |  |  |  |

## Рекорди
Списак рекорда у трци на 5.000 метара пре почетка светског првенства 25. августа 2007. године:
| Рекорди пре почетка Светског првенства 2007. | Рекорди пре почетка Светског првенства 2007. | Рекорди пре почетка Светског првенства 2007. | Рекорди пре почетка Светског првенства 2007. | Рекорди пре почетка Светског првенства 2007. | Рекорди пре почетка Светског првенства 2007. |
| -------------------------------------------- | -------------------------------------------- | -------------------------------------------- | -------------------------------------------- | -------------------------------------------- | -------------------------------------------- |
| Олимпијски рекорди                           | Габријела Сабо                               | Румунија                                     | 14:40,79                                     | Сиднеј, Аустралија                           | 25. септембар 2000.                          |
| Светски рекорд                               | Елван Абејлегесе                             | Турска                                       | 14:24,68                                     | Берген, Норвешка                             | 11. јуни 2004.                               |
| Рекорд светских првенстава                   | Тирунеш Дибаба                               | Етиопија                                     | 14:38,59                                     | Хелсинки, Финска                             | 13. август 2005.                             |
| Најбољи резултат сезоне                      | Месерет Дефар                                | Етиопија                                     | 14:16,63                                     | Осло, Норвешка                               | 15. јун 2007.                                |
| Афрички рекорд                               | Месерет Дефар                                | Етиопија                                     | 14:16,63                                     | Осло, Норвешка                               | 15. јун 2007.                                |
| Азијски рекорд                               | Ђијанг Бо                                    | Кина                                         | 14:28,09                                     | Шангај, Кина                                 | 23. октобар 1997.                            |
| Северноамерички рекорд                       | Шалејн Фланаган                              | Сједињене Државе                             | 14:44,80                                     | Волнат, САД                                  | 13. април 2007.                              |
| Јужноамерички рекорд                         | Кармен Оливеита                              | Бразил                                       | 15:22,01                                     | Hechtel-Eksel, Белгија                       | 31. јул 1993.                                |
| Европски рекорд                              | Елван Абејлегесе                             | Турска                                       | 14:24,68                                     | Берген, Норвешка                             | 11. јун 2004.                                |
| Океанијски рекорд                            | Бенита Вилис-Џонсон                          | Аустралија                                   | 14:47,60                                     | Берлин, Немачка                              | 6. септембар 2002.                           |

### Најбољи резултати у 2007. години
Десет најбржих атлетичарки 2007. године на 5.000 метара, пре почетка светског првенства (25. августа 2007) заузимало је следећи пласман.
| 1.  | Месерет Дефар            | Етиопија         | 14:16,63 | 15. јун   |
| 2.  | Вивијан Јапкемои Черијот | Кенија           | 14:22,51 | 15. јун   |
| 3.  | Гелете Бурка             | Етиопија         | 14:31,20 | 27. јун   |
| 4.  | Меселеш Мелкаму          | Етиопија         | 14:33,83 | 27. јун   |
| 5.  | Тирунеш Дибаба           | Етиопија         | 14:35,67 | 2. јун    |
| 6.  | Маријем Алауи Селсоули   | Мароко           | 14:36,52 | 13. јун   |
| 7.  | Флоренс Киплагат         | Кенија           | 14:40,74 | 26. мај   |
| 8.  | Приска Џеплетинг Чероно  | Кенија           | 14:42,00 | 26. мај   |
| 9.  | Шелејн Фланаган          | Сједињене Државе | 14:44,80 | 13. април |
| 10. | Еџагајеху Дибаба         | Етиопија         | 14:45,22 | 15. јун   |

Такмичарке чија су имена подебљана учествовале су на СП.

## Сатница
| Датум              | Време | Коло          |
| ------------------ | ----- | ------------- |
| 29. август 2007.   | 20:05 | Квалификације |
| 1. септембар 2007. | 20:30 | Финале        |

Времена су дата према локалном времену UTC +7

## Резултати

### Квалификације
Такмичење је одржано 29. августа 2007. године. Такмичарке су биле подељене у 2 групе. По 5 најбољих атлетичарки из сваке групе обезбеђује директну квалификацију у финале (КВ) и 5 такмичарки са најбољим временом из обе групе (кв) - укупно 15 атлетичарки у финалу.,
Почетак такмичења: група 1 у 20:05, група 2 у 20:25 по локалном времену.
| Пласман | Група | Атлетичарка              | Земља                | ЛР           | ЛРС       | Резултат | Белешка   |
| ------- | ----- | ------------------------ | -------------------- | ------------ | --------- | -------- | --------- |
| 1.      | 1     | Елван Абејлегесе         | Турска               | 14:24,68, СР | 15:58,84  | 15:06,26 | КВ, Диск. |
| 2.      | 1     | Вивијан Јапкемои Черијот | Кенија               | 14:22,51     | 14:22,51  | 15:06,54 | КВ        |
| 3.      | 1     | Силвија Јебивот Кибет    | Кенија               | 15:02,54     | 15:06,39  | 15:06,54 | КВ        |
| 4.      | 1     | Гелете Бурка             | Етиопија             | 14:31,20     | 14:31,20  | 15:07,21 | КВ        |
| 5.      | 1     | Шелејн Фланаган          | САД                  | 14:44,80     | 14:44,80  | 15:07,47 | КВ        |
| 6.      | 2     | Месерет Дефар            | Етиопија             | 14:16,63     | 14:16,63  | 15:10,13 | КВ        |
| 7.      | 2     | Меселеш Мелкаму          | Етиопија             | 14:33,83     | 14:33,83  | 15:10,32 | КВ        |
| 8.      | 2     | Приска Џеплетинг Чероно  | Кенија               | 14:35,30     | 14:42,00  | 15:11,22 | КВ        |
| 9.      | 2     | Џоан Пејви               | Уједињено Краљевство | 14:39,96     | 15:12,34  | 15:11,83 | КВ, ЛРС   |
| 10.     | 2     | Џенифер Рајнс            | САД                  | 14:55,18     | 14:58,51  | 15:14,30 | КВ        |
| 11.     | 2     | Силвија Вајсштајнер      | Италија              | 15:14,11     | 15:14,11  | 15:15,74 | кв        |
| 12.     | 2     | Марија Коновалова        | Русија               | 14:58,60     | 15:02,96  | 15:16,49 | кв        |
| 13.     | 1     | Волга Крауцова           | Белорусија           | 14:47,75     | 15:20,35  | 15:17,64 | кв, ЛРС   |
| 14.     | 1     | Кајоко Фукуши            | Јапан                | 14:53,22     | 15:05,73  | 15:19,67 | кв        |
| 15.     | 2     | Жесика Аугусто           | Португалија          | 14:56,39     | 14:56,39  | 15:21,23 | кв        |
| 16.     | 1     | Симрет Султан            | Еритреја             | 15:16,33     | 15:16,33  | 15:25,29 |           |
| 17.     | 2     | Кајо Сугихара            | Јапан                | 15:15,34     | 15:15,34  | 15:31,44 |           |
| 18.     | 2     | Закија Мришо Мохамед     | Танзанија            | 14:43,87     | 15:21,74  | 15:33,81 |           |
| 19.     | 2     | Мери Тереза Кален        | Ирска                | 15:19,04     | 15:19,04  | 15:40,53 |           |
| 20.     | 2     | Ангелине Њирансабимана   | Руанда               | 16:04,26     | 16:04,26  | 15:53,23 | НР, ЛР    |
| 21.     | 1     | Мишел Сикес              | САД                  | 15:09,28     | 15:09,28  | 15:54,06 |           |
| 22.     | 1     | Нора Летиција Роча       | Мексико              | 15:06,54     | 15:15,77  | 16:34,74 |           |
| 23.     | 1     | Луција Чандамале         | Малави               | 16:57,01     | 16:57,01  | 16:35,75 | ЛР        |
| 24.     | 1     | Францине Нијонизигије    | Бурунди              | 16:55,32     |           | 17:25,22 | ЛРС       |
| 25.     | 2     | Габријела Трања          | Костарика            | 17:15,20     |           | 17:45,56 | ЛРС       |
|         | 2     | Mariem Alaoui Selsouli   | Мароко               | 14:36,52     | 14:36,52  | НС       |           |
|         | 1     | Тирунеш Дибаба           | Етиопија             | 14:27,42д    | 14:27,42д | НС       |           |
|         | 1     | Јекатерина Волкова       | Русија               | 15:00,02     | 15:00,02  | НС       |           |

### Финале
Такмичење је одржано 1. септембра 2007. године у 20:30 по локалном времену.,
| Пласман | Атлетичарка              | Земља                | Резултат | Белешка |
| ------- | ------------------------ | -------------------- | -------- | ------- |
|         | Месерет Дефар            | Етиопија             | 14:57,91 |         |
|         | Вивијан Јапкемои Черијот | Кенија               | 14:58,50 |         |
|         | Приска Џеплетинг Чероно  | Кенија               | 14:59,21 |         |
| 4.      | Силвија Јебивот Кибет    | Кенија               | 14:59,26 | ЛР      |
| 5.      | Елван Абејлегесе         | Турска               | 15:00,88 | Диск.   |
| 5.      | Меселеш Мелкаму          | Етиопија             | 15:01,42 |         |
| 6.      | Џенифер Рајнс            | САД                  | 15:03,09 |         |
| 7.      | Шелејн Фланаган          | САД                  | 15:03,86 |         |
| 8.      | Џоан Пејви               | Уједињено Краљевство | 15:04,77 | ЛРС     |
| 9.      | Гелете Бурка             | Етиопија             | 15:07,46 |         |
| 10.     | Марија Коновалова        | Русија               | 15:09,71 |         |
| 11.     | Силвија Вајсштајнер      | Италија              | 15:11,81 | ЛР      |
| 12.     | Волга Крауцова           | Белорусија           | 15:11,82 |         |
| 13.     | Кајоко Фукуши            | Јапан                | 15:19,40 |         |
| 14.     | Жесика Аугусто           | Португалија          | 15:24,93 |         |

### Пролазна времена
| Дистанца | Атлетичарка              | Земља  | Време    |
| -------- | ------------------------ | ------ | -------- |
| 1000 м   | Кајоко Фукуши            | Јапан  | 2:59,22  |
| 2000 м   | Кајоко Фукуши            | Јапан  | 6:04,69  |
| 3000 м   | Вивијан Јапкемои Черијот | Кенија | 9:11,99  |
| 4000 м   | Вивијан Јапкемои Черијот | Кенија | 12:13,05 |